# Extreme Youth
Extreme Youth (chino simplificado: 极限青春), también conocido como One More Try, es un programa chino transmitido desde el 20 de junio de 2019 hasta ahora.

## Formato
El programa se divide en vrias etapas: la etapa de elección, la composición del equipo así como la competencia por puntos del equipo. Los líderes de los grupos Wang Yibo, Cheng Xiao y Wang Luodan, escojeran a los patinadores que conformaran sus equipos.

## Elenco

### Capitanes
| Artista     | N.º de episodios | Duración      |
| ----------- | ---------------- | ------------- |
| Wang Yibo   | 1-               | 2019-presente |
| Cheng Xiao  | 1-               | 2019-presente |
| Wang Luodan | 1-               | 2019-presente |

### Recurrentes
| Nombre                 | N.º de episodios | Duración      |
| ---------------------- | ---------------- | ------------- |
| Che Lin (Julin / 车霖) | -                | 2019-presente |
| 韩敏捷                 | -                | 2019-presente |
| 袁飞                   | -                | 2019-presente |

### Invitada
| Artista  | N.º de episodios | Episodio donde apareció | Duración |
| -------- | ---------------- | ----------------------- | -------- |
| Joe Chen | 2                | 7-8                     | 2019     |

## Episodios
El programa fue estrenado el 20 de junio del 2019 y sus episodios son transmitidos todos los jueves.

## Producción
El programa también es conocido como "One More Try".
Es un reality show competitivo original de primera clase producido por Tencent Video, Penguin Film and Television, Kenxun Media, Kenxun Media y Yuelian Power.